# Miroceramia westwoodii
Miroceramia westwoodii är en insektsart som först beskrevs av Bates 1865.  Miroceramia westwoodii ingår i släktet Miroceramia och familjen Heteropterygidae. Inga underarter finns listade i Catalogue of Life.